# 厄贝沙坦
厄贝沙坦（CADN，INN：Irbesartan，发音为/ɜrbəˈsɑrtən/）是一种血管紧张素II受体拮抗剂，主要用于高血压的治疗，在中国已被列入国家基本药物目录。厄贝沙坦由赛诺菲公司（现为赛诺菲－安万特的一部分）研制，其市场由赛诺菲－安万特和百时美施贵宝共同开发，使用的商品名有Aprovel（中国市场称安博维）、Karvea和Avapro。曾使用过的非标准译名还有伊贝沙坦。

## 药理学
厄贝沙坦属于血管紧张素II受体拮抗剂，通过对血管紧张素II的AT1受体产生不可逆的或非竞争性的抑制，从而实现减轻血管紧张素II的缩血管和促增生作用。
口服生物利用度60%～80%，蛋白结合率90%，tmax为4～6小时，t1/2为11～15小时。

## 应用

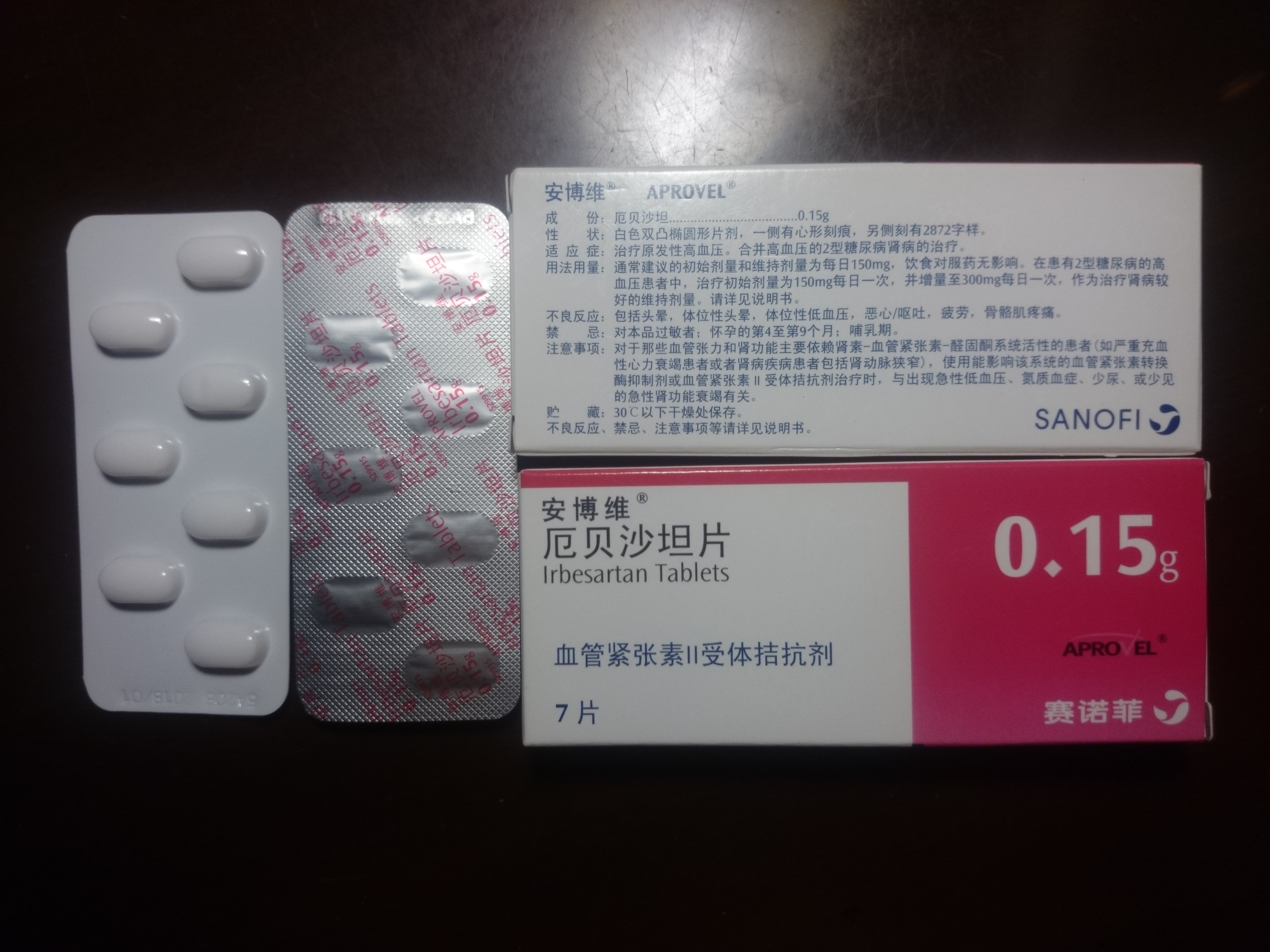
在中国大陆销售的安博维®（Aprovel®）厄贝沙坦片

厄贝沙坦主要用于原发性高血压的治疗，降压时对心率的影响较小。
厄贝沙坦还具有重要的肾脏保护作用，能减缓糖尿病肾病的进展。对于2型糖尿病肾病患者，若同时患有高血压，厄贝沙坦可减缓肾病的进展。
和其它血管紧张素II受体拮抗剂相似，厄贝沙坦也常与利尿剂联用，一般与小剂量噻嗪类利尿剂联用，如氢氯噻嗪。厄贝沙坦/氢氯噻嗪是一种常见的复方制剂，商品名有Irda、CoIrda、CoAprovel、Karvezide、Avalide以及Avapro HCT（安博诺）等。
厄贝沙坦联合胺碘酮对植入DDD型起搏器患者心房颤动的发生有明显的协同抑制作用。

### 用法
口服每次150mg，每日1次。若血压控制不佳可增至300mg或使用复方制剂。

### 不良反应
常见的不良反应有头痛、头晕和疲倦等。

## 临床
一项大型的随机对照试验对4100多名心脏衰竭但具有正常射血分数(>=45%)的患者4年多的观察显示，厄贝沙坦与安慰剂在结果或生存率上无显著差异。

## 市场
赛诺菲－安万特年销售额约21亿美元，百时美施贵宝约13亿美元。专利已于2012年3月到期。

## 外部連結
安普諾維膜衣錠（Aprovel）仿單 （页面存档备份，存于）